# Formostenus piceus
Formostenus piceus là một loài tò vò trong họ Ichneumonidae.